# Meditación Kinemantra
La Meditación Kinemantra (MK) es una técnica de relajamiento profundo, que suele ser fácil de aprender y de practicar. Con la ayuda de la MK el meditante puede sobrepasar (trascender) la barrera entre la existencia terrenal y la esencia universal, y puede darse cuenta en intervalos de la consciencia universal, al igual del campo más allá de la materia y la energía. A través de la MK el meditante puede lograr concebir sin restricción alguna la realidad de la vida en sí mismo y alrededor suyo en su forma más pura. Esto debe repercutir de forma prolongativa de la consciencia y regenerativa en cuerpo y alma, al igual que positivamente en todos los sectores de la vida sin excepción alguna. La MK puede lograr que el practicante alcance de forma natural un estado de relajamiento profundo y de calma. En este estado las tensiones se disipan a sí mismas y se puede crear energía espiritual y corporal. La MK puede fortalecer las fuerzas autocurativas y el sistema inmunitario. Las personas que practican la MK regularmente, suelen ser más vitales y creativas, perder sus miedos, resolver problemas de forma más efectiva y sentirse más satisfechos y felices.

## Técnica
La técnica de la MK se puede usar diariamente dos veces al día por aproximadamente 20 minutos. Ella no demanda, en los 20 minutos de relajamiento matutino y nocturno, cambio alguno en la forma de llevar la vida, y puede ser aprendida y practicada fácilmente y sin demasiado esfuerzo por cualquier persona, independientemente de la edad, religión o profesión. Esta técnica es enseñada por profesores autorizados de MK en un curso de 2 días. Los profesores autorizados de MK pueden ser médicos, psicólogos, fisioterapeutas o curanderos, que posean años de experiencia en cuanto a meditación, y que hayan superado exitosamente el seminario de dos semanas de profesor autorizado de MK, dirigido personalmente por Eckhard-Block. La técnica de MK consta básicamente de una silenciosa repetición mental de un Mantra (frase o sílaba sagrada) personal, el kinemantra, el cual el meditante recibe de su profesor de MK a través del MPM (en inglés, Mantra-relevant Psychosomatic Muscle-test) test muscular mántrico-relevante psicosomático.
El kinemantra personal puede ayudar a la meditación, sobre todo haciéndola más placentera y menos forzosa. En comparación con otras técnicas de meditación, las cuales exigen esfuerzo espiritual en forma de concentración, o esfuerzo corporal en formas de posturas especiales o técnicas de respiración, y que son de una forma u otra difíciles de practicar, puede ser la MK más fácil de aprender y practicar, e incluso puede ser la más aconsejable para aquellas personas que tienen dificultades con las técnicas de relajamiento.

## MPM y kinesiología
La psico-kinesiología son, según el médico alemán radicado en los Estados Unidos Dr. Dietrich Klinghardt y según la kinesiología aplicada, métodos globales, los cuales se ocupan de los test musculares psicosomáticos de las personas. Fundamentadas en la kinesiología y de acuerdo al Dr. George Goodheart, ambos métodos utilizan un test muscular estandarizado y reproducible, y usan a la vez funciones nerviosas fisiológicas para poder establecer, si es que existe un bloqueo en el sistema nervioso autónomo (vegetativo), o en el círculo de funciones neuromusculares. Este test especial permite utilizar y calibrar el cuerpo como una especie de medidor de bio-retroalimentación. Por medio del MPM, el profesor de meditación conduce un diálogo con el subconsciente del alumno. A partir de ello el profesor de meditación obtiene el mantra óptimo del alumno, es decir el kinemantra.

## Regeneración
El cuerpo humano está constantemente bajo un proceso de renovación. Por ejemplo los glóbulos rojos en la sangre viven máximo 4 meses, las células de la piel se renuevan semanalmente y el tejido-mucoso intestinal cada 3 o 4 días. Estos procesos de renovación son controlados y manejados por proteínas que se encuentran codificadas en el A.D.N., sin embargo son también influenciadas en pequeña parte por la nutrición y por la vida diaria. En este punto, la MK puede ofrecer al cuerpo, en forma ligera y eficiente, la trascendencia y fases de tranquilidad indispensables para la regeneración psíquica y física.

## KM y consciencia
La consciencia es la central reguladora del ser humano. En general es solamente aprovechada en un 10 por ciento. Una consciencia totalmente despierta y sin ninguna molestia posibilita, entre otras cosas, sentimientos profundos, pensamientos claros, creatividad continua y negociaciones exitosas. Los resultados son, entre otras cosas, satisfacción y alegría en la vida. Al practicar la MK, el meditante puede experimentar la tranquilidad indispensable, que le regresa a su origen, al plano de pura consciencia. Esta experiencia puede ordenar y mejorar las formas de funcionar del cerebro.

## Religión
La MK no es una religión, ni debe ser un sucedáneo para alguna religión. La MK debe ser independiente de la creencia y más bien ser un proceso natural para relajarse, reanimar la consciencia y vitalizar el cuerpo. Posiciones religiosas no deben ser parte de la MK, por lo tanto nadie debe entrar en conflicto con su religión a causa de la práctica de la MK.

## Historia
Durante sus prolongados viajes a través de África, Asia, América y Europa entre los años 1976-1990, Eckhard Block (autor, periodista y entrenador personal) estudió las diferentes técnicas de meditación. En conflicto con los modernos métodos de diagnosis, Eckhard Block supuso que con la ayuda de un test muscular psicosomático especial basado en los mantras, se podría asignar a cada persona un mantra personal y de efecto óptimo. A partir de ello Eckhard Block desarrolló en los años 80 el MPM (en inglés: Mantra-relevant Psychosomatic Muscle-test) test muscular mántrico-relevante psicosomático, el cual garantiza la asignación precisa de un mantra personal (Eckhard Block lo llama Kinemantra). De la simbiosis entre técnicas de relajamiento de culturas europeas, americanas, africanas y asiáticas; al igual que de tradiciones budistas, hindúes, chinas, hebreas, cristianas y musulmanas; y del MPM dirigido al mantra personal de cada ser (Kinemantra); surgió así el método de meditación más avanzado: la técnica de relajamiento profunda, Kinemantra Meditation. En 1991 se publicó por primera vez el libro escrito por Eckhard Block llamado KM Kinemantra Meditation en su versión bilingüe(alemán/inglés).
- Datos: Q2389925